# 宅地
宅地（たくち）とは、一般的には建物の敷地に供せられる土地を指す。（住宅地に限らない）

## 定義
不動産登記における「宅地」
建物の敷地及びその維持若しくは効用を果たすために必要な土地（不動産登記事務取扱手続準則第68号第3号）。地目の項を参照。
宅地建物取引業法における「宅地」
建物の敷地に供せられる土地をいい、都市計画法（昭和43年法律第100号）第8条第1項第1号の用途地域内のその他の土地で、道路、公園、河川その他政令で定める公共の用に供する施設の用に供せられているもの以外のものを含むものとする（宅地建物取引業法第2条第1号）。

次のいずれかに該当するものを指す。
1. 現に建物の敷地に供せられている土地
2. 建物を建てる目的で取引する土地（現況や登記簿上の地目は問わない）
3. 用途地域内の土地（現に公園、広場、水路、河川、道路等公共の用に供せられている土地を除く）

「宅地」または建物を取引することを業として行う場合は、都道府県知事または国土交通大臣が発行する宅地建物取引業免許が必要となる。
宅地造成及び特定盛土等規制法における「宅地」
農地、採草放牧地及び森林（略）並びに道路、公園、河川その他政令で定める公共の用に供する施設の用に供されている土地（略）以外の土地をいう（宅地造成及び特定盛土等規制法第2条第1号）。
「宅地」以外の土地を「宅地」にするため、または「宅地」において行う土地の形質の変更を宅地造成といい、宅地造成工事によって特に災害が懸念されるとして都道府県知事が指定した区域（宅地造成工事規制区域）内で宅地造成工事を行おうとする者は都道府県知事の許可を得なければならない（都市計画法による開発許可を受けた場合を除く）。
なお、本法でいう公共施設とは、道路、公園、河川、砂防設備、地すべり防止施設、海岸保全施設、湾岸施設、飛行場、航空保安施設、鉄道等の用に供する施設、国または地方公共団体が管理する学校・運動場・墓地・緑地・広場などである。したがって、ゴルフ場や自動車教習所のように建築物の建っていない土地や、私立学校の用地は本法でいう「宅地」に該当する。
土地区画整理法における「宅地」
公共施設の用に供されている国又は地方公共団体の所有する土地以外の土地を指す。
土地区画整理事業が実施され仮換地が指定されると、従前の「宅地」の使用・収益権者は、その指定の効力発生の日から換地処分の公告のある日まで、従前の「宅地」の使用・収益ができなくなるが、所有権を失うわけではない。

## 細分類
建物の敷地に供せられる土地としての宅地は、次のように細分化される。
- 用途に応じて…住宅地、商業地、工業地等（各項目を参照）
- 建物の有無等に応じて…更地、建付地等（下記に詳述）
- 使用収益を制約する権利の付着した宅地の所有権として…底地等

### 更地
更地（さらち）とは、土地上に建物等定着物のない土地をいう（塀など土地の付属物がある場合もある）。なお日本の不動産鑑定評価基準では、さらに「使用収益を制約する権利（注-賃借権など）の付着していない宅地」という要件が加わる。
宅地の場合、一般的に、建物等と一体で効用を発揮するものであり、更地の収益性の査定は、土地上に最有効使用の建物を建設することを想定する。

### 建付地
建付地（たてつけち）とは、現に建っている建物の敷地をいう。つまり、土地・建物から複合的に構成される複合不動産の一部としてとらえられる。なお、不動産鑑定評価基準では、「建物等及びその敷地が同一の所有者に属し、かつ当該所有者により使用」という要件が加わる。土地上に建っている建物によって、土地の発揮できる効用が影響を受けることもある（建付減価、建付増価）。
土地、建物一体の場合でも、会計、税務上などの必要上、内訳価格として建付地としての価格を求める必要があることもある（特に日本の場合、土地と建物が別個の不動産として扱われている）。